# La Dernière Heure
La Dernière Heure (Zadnja ura, tudi La DH) in Les Sports je liberalni dnevni časopis v francoščini, s sedežem v Bruslju. Pokriva predvsem novice in šport.

## Zgodovina
La DH je bil ustanovljen 1906. Časopis je liberalno naravnan, a ni zavezan nobeni politični stranki. Izdajatelj je IPM. Izhaja v sedmih krajevnih različicah: Namur-Luxembourg, Liège, Tournai-Ath-Mouscron, Mons, Charleroi, Brabant in Bruselj. 
Leta 1990 je La DH prodal 445.000 izvodov, v letu 2002 le še 112.000, s čimer je imel delež 17,5 %.